# 田中静壱
田中 静壱（たなか しずいち、1887年（明治20年）10月1日 - 1945年（昭和20年）8月24日）は、日本の陸軍軍人。官位は陸軍大将、従三位、勲一等瑞宝章、功三級金鵄勲章。
子息には光祐（陸士46期）、俊資（48期）、祐輔（51期）、静雄（53期）がおり、いずれも陸軍少佐（終戦時）であった。また、第三次ソロモン海戦にて戦艦「比叡」艦長として戦った海軍大佐西田正雄（海兵44期）は義弟である。田中、西田両名とも陸大・海大の軍刀組であったことから、『郷土龍野の誉れ』と地元の新聞にその逸材ぶりを報道された。

## 経歴
1887年（明治20年）10月1日、田中菊太郎の次男として兵庫県揖保郡揖西村（現たつの市）に生まれた。実家は赤松満祐の一族を祖先とする大庄屋。
龍野中学校を卒業後、陸軍士官学校（第19期、兵科歩兵）に進学する。陸士同期は今村均、本間雅晴など。 1907年（明治40年）5月31日に陸軍士官学校卒業。1916年（大正5年）、陸軍大学校（第28期）を優等で卒業し、英国オックスフォード大学留学の恩典を与えられた。
その後はメキシコ駐在武官、参謀本部欧米課班長を経て、1932年（昭和7年）からは2年間にわたって駐米陸軍武官としてワシントンD.C.に駐在するなど、知米派軍人としての道を歩む。アメリカでは当時米陸軍参謀総長に就任したばかりのマッカーサーとも親交があった。指揮官としては渡米直前に水戸の歩兵第2連隊を率いて第一次上海事変で初の戦闘に参加した。
将官昇進後は満州警備の歩兵第5旅団長の後、関東憲兵隊司令官、二度にわたる憲兵司令官など、憲兵関係の職をのべ4年ほど務めている。再び戦場に出たのは日中戦争（支那事変）勃発後の1939年（昭和14年）8月で、第13師団長として約1年にわたって中国戦線を転戦し、特に宜昌作戦で市中一番乗りの功を立て、
第二次襄東作戦に続き感状を授与された。その後、1941年（昭和16年）10月15日、防衛総司令部東部軍の司令官に就任。太平洋戦争（大東亜戦争）開戦後は1942年（昭和17年）8月、更迭された本間雅晴の後任としてフィリピン平定中の第14軍司令官に親補された。
敗戦当時は東日本の本土防衛を担う第12方面軍司令官兼東部軍管区司令官。空襲により明治神宮や明治宮殿が焼失。帝都防空の責任により進退伺を出すも、昭和天皇に慰留される。
連合国軍上陸に備えて迎撃の計画も練り上げていたが、皮肉にも叛乱鎮圧が田中の最後の任務となった。
1945年（昭和20年）8月14日深夜に宮城事件（玉音放送も参照）が発生。翌15日午前2時頃に田中の下へ一報が届くと激怒し「すぐ行く。ぶち殺してやる ! 」と答えたという。一時は副官が押しとどめたが、早朝自ら皇居に乗り込んで叛乱将校を付添憲兵に捕縛させ混乱を収束させるなど鎮圧に貢献。亡き後日本を無事に終戦に導いた立役者とも称されている。
昭和天皇はその働きに対して同日の8月15日夕刻拝謁を賜った。それから9日後の8月24日、田中は、最後の叛乱となった川口放送所占拠事件を鎮圧。その夜、午後11時10分ころ、田中は、司令官自室で拳銃で心臓を撃ち抜き自決。駆けつけた塚本清（塚本素山）副官に対して、「万事よろしく頼む」と2回繰り返した。満57歳没。遺品には、自ら信仰した生長の家の甘露の法雨が含まれていた。辞世の句は「聖恩の忝けなきに吾は行くなり」。遺書には「将兵一同に代り」との文言があった。自分だけが責任を取れば足りるとして、部下の自決を留めようとしたものと考えられる。
8月25日早朝、司令部葬が行われた。
天皇から祭資並びに幣帛が下賜された。
その後、夫人が遺骨を郷里の揖西村に運び、9月9日、現地で近親者のみの葬儀が行われた。墓地はたつの市内にあり、姫新線本竜野駅前には墓地の方角を示す石碑が建てられている。また、市内には田中を称える「陸軍大将田中静壱記功碑」も建立されている。2020年、たつの市立龍野歴史文化資料館は、戦後75年の企画展「あの日を生きた先人たち」を開催。地元出身者であり、終戦時のクーデター未遂を解決に導いた人物として田中を紹介し、資料などを展示した。

## 年譜

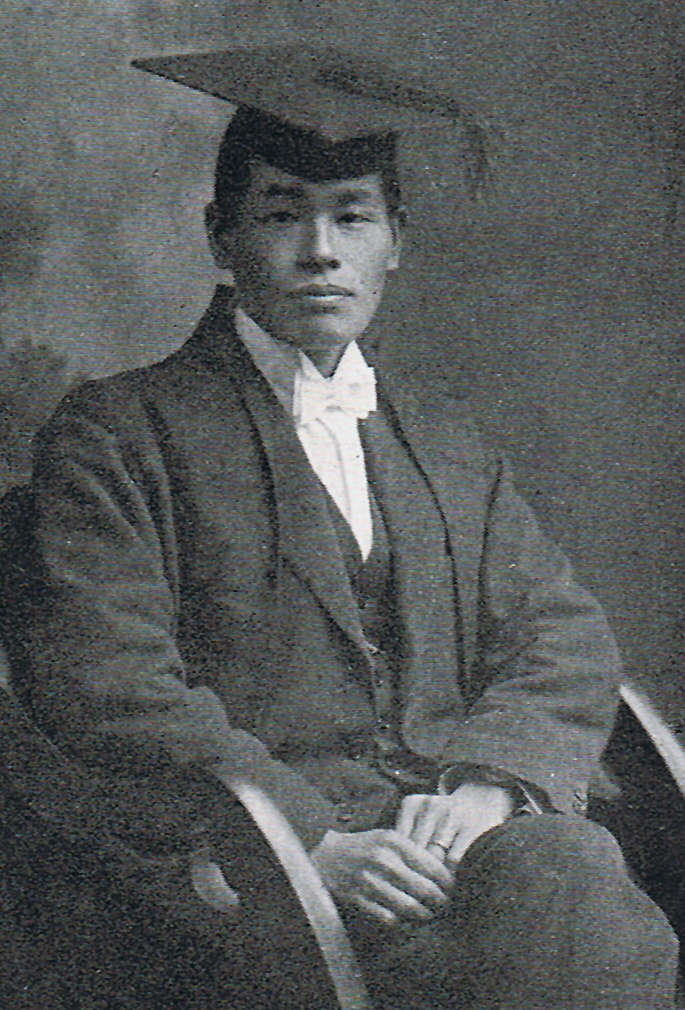
1920年、オックスフォード大学の制服を着た陸軍歩兵大尉当時の田中静壱

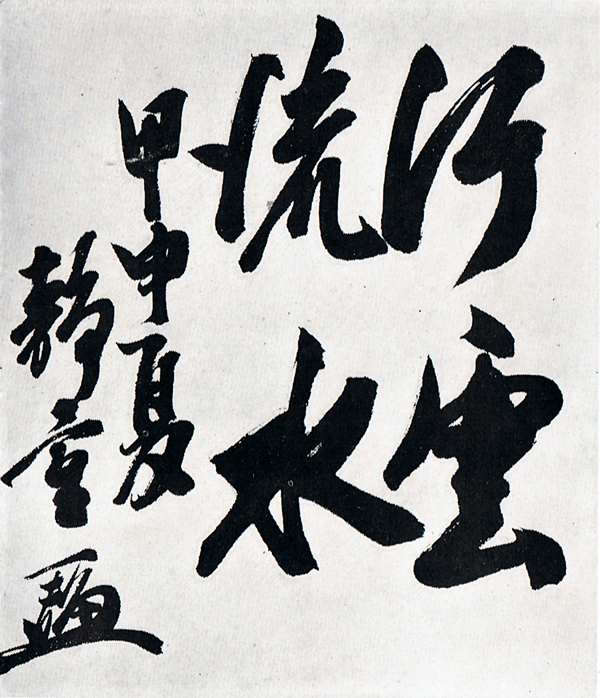
田中静壱の自筆『行雲流水』

- 1887年（明治20年）10月1日 - 兵庫県揖保郡揖西村にて生まれる。
- 1905年（明治38年）3月28日 - 兵庫県立龍野中学校卒業
- 1907年（明治40年）5月31日 - 陸軍士官学校卒業（第19期）。
  - 12月26日 - 任陸軍歩兵少尉。歩兵第10連隊附。
- 1910年（明治43年）11月30日 - 陸軍歩兵中尉。
- 1913年（大正2年）12月13日 - 陸軍大学校入学。
- 1916年（大正5年）11月25日 - 陸軍大学校卒業（第28期恩賜）。
- 1917年（大正6年）8月6日 - 陸軍歩兵大尉。
- 1919年（大正8年）3月8日 - イギリス駐在を命ぜられる。
  - 7月19日 - 留学先のロンドンで馬上の旗手として第一次世界大戦の戦勝記念行進に参加[11][注釈 4]。
- 1922年（大正11年）8月15日 - 陸軍歩兵少佐。
- 1926年（大正15年）5月1日 - メキシコ公使館附陸軍武官。
- 1927年（昭和2年）3月15日 - 陸軍歩兵中佐。
- 1928年（昭和3年）3月22日 - 参謀本部欧米課米班長。
- 1930年（昭和5年）8月1日 - 陸軍歩兵大佐。歩兵第2連隊長。
  - 8月13日 - 暹羅国コンマンドール・クーロンヌ勲章[12]（後のタイ国王冠第三等勲章）。
- 1932年（昭和7年）5月28日 - 米国大使館附陸軍武官。
- 1934年（昭和9年）5月7日 - 参謀本部附。
  - 8月1日 - 第4師団参謀長（師団長東久邇宮稔彦王中将）。
- 1935年（昭和10年）8月1日 - 陸軍少将。歩兵第5旅団長。
- 1936年（昭和11年）8月1日 - 憲兵司令部総務部長。
- 1937年（昭和12年）8月2日 - 関東憲兵隊司令官。
- 1938年（昭和13年）7月15日 - 陸軍中将。
  - 8月2日 - 憲兵司令官。
- 1939年（昭和14年）8月1日 - 第13師団長。
- 1940年（昭和15年）3月13日 - 勲一等瑞宝章[13]。
  - 4月29日 - 勲一等旭日大綬章[14]。
  - 9月28日 - 憲兵司令官（再任）。
- 1941年（昭和16年）10月15日 - 東部軍司令官。
  - 12月24日 - 参謀本部附。
- 1942年（昭和17年）8月1日 - 第14軍司令官。
- 1943年（昭和18年）3月12日 - マラリアに似た高熱を発する[15]。このとき生長の家を勧められる。
  - 5月19日 - 参謀本部附。
  - 8月6日 - 東京第一陸軍病院に送還[16]。
  - 9月7日 - 陸軍大将。
- 1944年（昭和19年）8月3日 - 軍事参議官兼陸軍大学校長。
- 1945年（昭和20年）3月9日 - 第12方面軍司令官兼東部軍管区司令官。
  - 8月24日 - 司令官自室にて拳銃自決。

## 栄典
勲章等
- 1940年（昭和15年）8月15日 - 紀元二千六百年祝典記念章[17]